# BayTSP
BayTSP (Tracking-Security-Protection) — компания, защищающая авторские права, базирующаяся в Лос-Гатосе, Калифорния. BayTSP создана Марком Исикавой и предлагает защитные сервисы обладателям авторских прав, обеспокоенных возможностью несанкционированного распространения своих произведений через Интернет. Компания имеет также филиал в Де-Мойне, Айова.
Одна из служб BayTSP’s осуществляет поиск в интернете нарушений авторских прав и отправляет предупреждение к интернет-провайдеру, который выступает в качестве хранителя незаконно размещённого контента.

## Роль в интернете
Хотя большая часть методов BayTSP является в настоящее время неизвестна, но известно, что компания широко использует автоматизированную технологию WebCrawler и базы данных цифровых отпечатков пальцев. Цифровая дактилоскопия BayTSP была использована в рамках усилий по пресечению интернет-пиратства и распространения детской порнографии.
Основатель делал такие высказывания, как «Мы можем найти файл, размещённый пять лет назад и найти любое место, где он расположен сейчас» и «У нас есть 100 процентов охвата P2P сетей; если вы нелегально обмениваетесь материалами, защищёнными авторскими правами, то мы знаем, кто вы».
BayTSP отправляет несколько миллионов уведомлений в год для интернет-пользователей и провайдеров хостинга, подозреваемых в распространении защищённых авторским правом материалов, что породило враждебность по отношению к компании сообщества интернет-пользователей.